# Ojama (prefektura Točigi)
Ojama (japonsky 小山市) je město v prefektuře Točigi v Japonsku. K roku 2019 v ní žilo přes 167 tisíc obyvatel.

## Poloha a doprava
Ojama leží ve vnitrozemí Honšú, největšího japonského ostrova, na řece Omoigawě. V rámci prefektury Točigi leží u jejího jihovýchodního okraje a její východní hranice je tak s městy prefektury Ibaraki. Od Tokia, hlavního města Japonska, je vzdálena přibližně šedesát kilometrů severně.
Ojama je železničním uzlem. Osobní dopravu na zdejších tratích zajišťuje Východojaponská železniční společnost.

## Dějiny
Současnou správní formu má město od 31. března 1954.

### Rodáci
- Hiromiči Kataura (* 1959), fyzik
- Masaši Ebinuma (* 1990), judista